# Cody Lundin

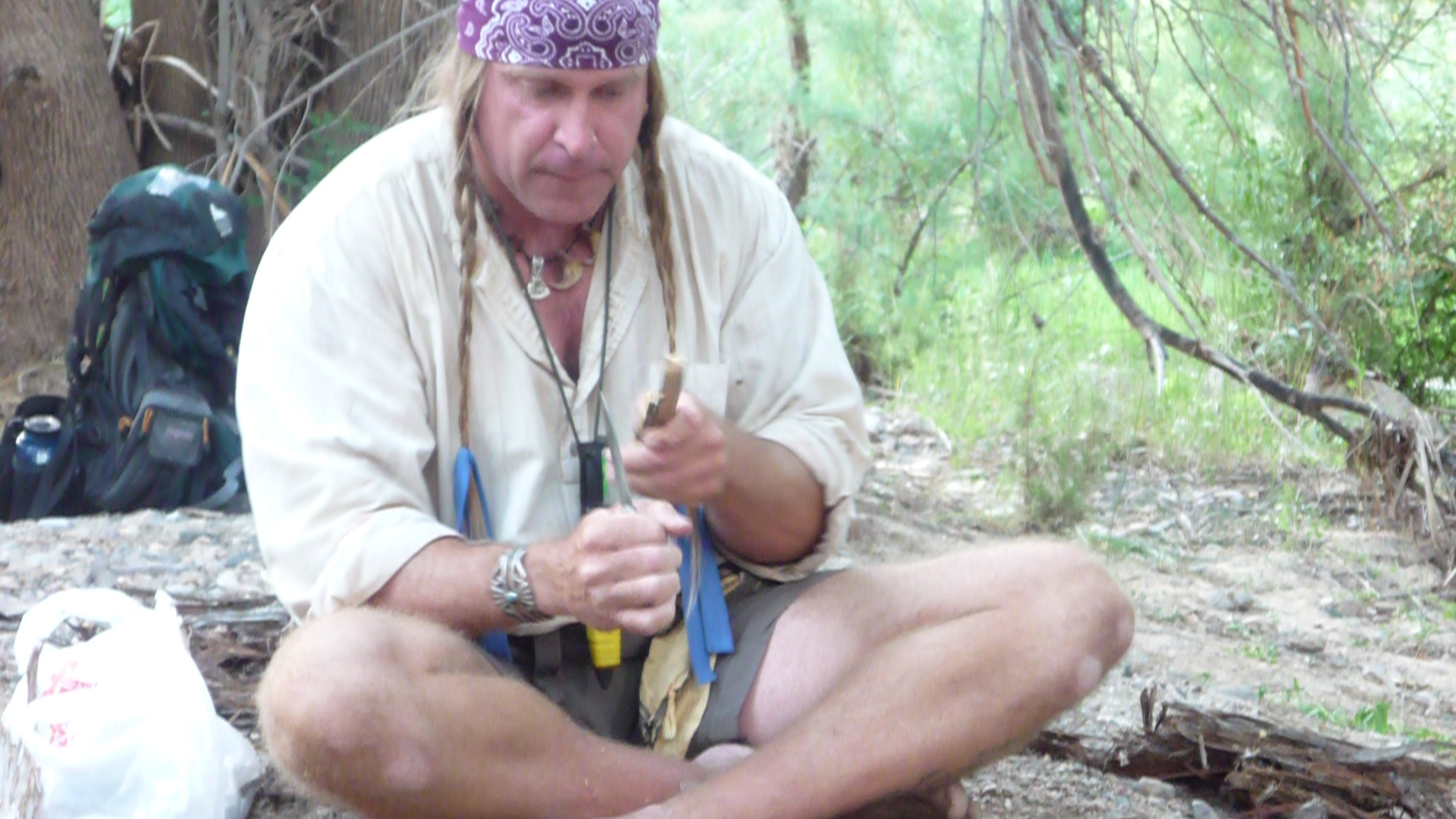

Cody Lundin (Yavapai 15 de março de 1967) é um instrutor de sobrevivência norte-americano. Cody da aulas de sobrevivência na Aboriginal Living Skills School em Prescott, Arizona, que ele mesmo fundou em 1991. Lá ele ensina habilidades modernas de sobrevivência na selva, habilidades primitivas de vida e preparação urbana. Lundin ficou internacionalmente conhecido por ser um dos apresentadores do programa de sobrevivência da Discovery Channel: Desafio em dose dupla (Dual Survival).